# Myzomèle cendré
Myzomela cineracea
Espèce
Le Myzomèle cendré (Myzomela cineracea) est une espèce de passereaux de la famille des Meliphagidae.

## Répartition
Cet oiseau vit à Umboi et en Nouvelle-Bretagne.